# Karczew (stacja kolejowa)
Karczew – zlikwidowana wąskotorowa stacja kolejowa w Karczewie, w województwie mazowieckim, w Polsce.